# Rico Lewis
Rico Henry Lewis (Mánchester, 21 de noviembre de 2004) es un futbolista británico que juega en la demarcación de defensa para el Manchester City F. C. de la Premier League de Inglaterra.

## Trayectoria
Se unió al Manchester City a los ocho años y fue capitán del equipo sub-18 del club en la temporada 2021-22. Fue llamado por primera vez al banquillo del City para el primer partido de la temporada 2022-23, e hizo su debut en la Premier League una semana después, el 13 de agosto de 2022, contra el AFC Bournemouth, entrando como suplente en el minuto 82 por Kyle Walker.
El 5 de octubre de 2022 debutó en la Liga de Campeones de la UEFA con el Manchester City en la victoria por 5-0 contra el F. C. Copenhague, entrando como suplente de João Cancelo, un jugador con el que se le ha comparado. El 2 de noviembre de 2022 marcó su primer gol en la Liga de Campeones, en la victoria por 3-1 contra el Sevilla F. C.; lo que lo convirtió en el goleador más joven de todos los tiempos en debutar en un partido de la Liga de Campeones y en el goleador más joven de la historia del City en la Liga de Campeones, con 17 años y 346 días.
En 2022 fue preseleccionado para el Premio a la Joven Personalidad del Deporte del Año de la BBC de ese año.

## Selección nacional
En septiembre de 2021 marcó para la selección inglesa sub-18 en un empate contra Gales.
El 21 de septiembre de 2022 debutó con Inglaterra sub-19 en la victoria por 2-0 sobre Montenegro en la fase de clasificación para la Eurocopa sub-19 de 2023.
Un día antes de cumplir los 19 años, el 20 de noviembre de 2023, debutó con la selección absoluta contra Macedonia del Norte en un encuentro que finalizó con un resultado de empate a uno.

## Vida personal
Nacido en Bury, Gran Mánchester, Inglaterra, es de ascendencia jamaicana. Su padre posee un gimnasio de boxeo, y se inspiró en el boxeador Muhammad Ali.

## Estadísticas

### Clubes
Actualizado al último partido disputado el 10 de mayo de 2025.
| Club                             | Div.          | Temporada     | Liga  | Liga  | Copas nacionales | Copas nacionales | Copas internacionales | Copas internacionales | Total | Total |
| Club                             | Div.          | Temporada     | Part. | Goles | Part.            | Goles            | Part.                 | Goles                 | Part. | Goles |
| -------------------------------- | ------------- | ------------- | ----- | ----- | ---------------- | ---------------- | --------------------- | --------------------- | ----- | ----- |
| Manchester City F. C. Inglaterra | 1.ª           | 2022-23       | 14    | 0     | 7                | 0                | 2                     | 1                     | 23    | 1     |
| Manchester City F. C. Inglaterra | 1.ª           | 2023-24       | 16    | 2     | 3                | 0                | 8                     | 0                     | 27    | 2     |
| Manchester City F. C. Inglaterra | 1.ª           | 2024-25       | 28    | 1     | 6                | 1                | 9                     | 0                     | 43    | 2     |
| Manchester City F. C. Inglaterra | Total club    | Total club    | 58    | 3     | 16               | 1                | 19                    | 1                     | 93    | 5     |
| Total carrera                    | Total carrera | Total carrera | 58    | 3     | 16               | 1                | 19                    | 1                     | 93    | 5     |

## Palmarés

### Títulos nacionales
| Título           | Club                  | País       | Año     |
| ---------------- | --------------------- | ---------- | ------- |
| Premier League   | Manchester City F. C. | Inglaterra | 2022-23 |
| FA Cup           | Manchester City F. C. | Inglaterra | 2022-23 |
| Premier League   | Manchester City F. C. | Inglaterra | 2023-24 |
| Community Shield | Manchester City F. C. | Inglaterra | 2024    |

### Títulos internacionales
| Título                       | Club                  | Sede           | Año     |
| ---------------------------- | --------------------- | -------------- | ------- |
| Liga de Campeones de la UEFA | Manchester City F. C. | Estambul       | 2022-23 |
| Supercopa de Europa          | Manchester City F. C. | El Pireo       | 2023    |
| Copa Mundial de Clubes       | Manchester City F. C. | Arabia Saudita | 2023    |